# Snoqualmie Falls
Snoqualmie Falls – wodospad w Stanach Zjednoczonych, w stanie Waszyngton, w hrabstwie King. Wodospad położony jest na Snoqualmie River będącej dopływem Snohomish River uchodzącej poprzez Puget Sound do Oceanu Spokojnego. Wodospad jest położony na wysokości 79 m n.p.m..
Ze względu na bliskie położenie względem obszaru metropolitarnego Seattle wodospad Snoqualmie jest bardzo popularny jako cel wycieczek. Rocznie wodospad odwiedza około 1,5 mln turystów